# Ивановка (Очаковский район)
Ивановка (укр. Іванівка) — село, расположенное на берегу Чёрного моря. Относится к Очаковскому району Николаевской области Украины.
Основано в 1795 году. Население курорта по переписи 2001 года составляло 1341 человек. Почтовый индекс — 57552. Телефонный код — 5154. Занимает площадь 2 км².
В селе родился Герой Советского Союза Иван Рачков.

## Местный совет
57552, Николаевская обл., Очаковский р-н, с. Ивановка, ул. Шмидта, 4